# Paróquia Nossa Senhora das Dores (Marliéria)
A Paróquia Nossa Senhora das Dores é uma circunscrição eclesiástica católica brasileira sediada no município de Marliéria, no interior do estado de Minas Gerais. Faz parte da Diocese de Itabira-Fabriciano, estando situada na Região Pastoral III. Foi criada em 25 de março de 1922.